# Golden Globe Awards 1959
Die 16. Verleihung der Golden Globe Awards fand am 5. März 1959 statt.

## Preisträger und Nominierungen

### Bester Film – Drama
Flucht in Ketten (The Defiant Ones) – Regie: Stanley Kramer
- Bevor die Nacht anbricht (Home Before Dark) – Regie: Mervyn LeRoy
- Die Katze auf dem heißen Blechdach (Cat on a Hot Tin Roof) – Regie: Richard Brooks
- Getrennt von Tisch und Bett (Separate Tables) – Regie: Delbert Mann
- Laßt mich leben (I Want To Live!) – Regie: Robert Wise

### Bester Film – Musical
Gigi – Regie: Vincente Minnelli
- Der kleine Däumling (Tom Thumb) – Regie: George Pal
- Damn Yankees – Regie: George Abbott, Stanley Donen
- South Pacific – Regie: Joshua Logan

### Bester Film – Komödie
Die tolle Tante (Auntie Mame) – Regie: Morton DaCosta
- Indiskret (Indiscreet) – Regie: Stanley Donen
- Jakobowsky und der Oberst (Me and the Colonel) – Regie: Peter Glenville
- Meine Braut ist übersinnlich (Bell, Book and Candle) – Regie: Richard Quine
- Urlaubsschein nach Paris (The Perfect Furlough) – Regie: Blake Edwards

### Bester Film zur Förderung der Völkerverständigung
Die Herberge zur 6. Glückseligkeit (The Inn of the Sixth Happiness) – Regie: Mark Robson
- Flucht in Ketten (The Defiant Ones) – Regie: Stanley Kramer
- Jakobowsky und der Oberst (Me and the Colonel) – Regie: Peter Glenville
- Zeit zu leben und Zeit zu sterben (A Time to Love and a Time to Die) – Regie: Douglas Sirk
- Die jungen Löwen (The Young Lions) – Regie: Edward Dmytryk

### Beste Regie
Vincente Minnelli – Gigi
- Richard Brooks – Die Katze auf dem heißen Blechdach (Cat on a Hot Tin Roof)
- Stanley Kramer – Flucht in Ketten (The Defiant Ones)
- Delbert Mann – Getrennt von Tisch und Bett (Separate Tables)
- Robert Wise – Laßt mich leben (I Want To Live!)

### Bester Hauptdarsteller – Drama
David Niven – Getrennt von Tisch und Bett (Separate Tables)
- Tony Curtis – Flucht in Ketten (The Defiant Ones)
- Robert Donat – Die Herberge zur 6. Glückseligkeit (The Inn of the Sixth Happiness)
- Sidney Poitier – Flucht in Ketten (The Defiant Ones)
- Spencer Tracy – Der alte Mann und das Meer (The Old Man and the Sea)

### Beste Hauptdarstellerin – Drama
Susan Hayward – Laßt mich leben (I Want To Live!)
- Ingrid Bergman – Die Herberge zur 6. Glückseligkeit (The Inn of the Sixth Happiness)
- Deborah Kerr – Getrennt von Tisch und Bett (Separate Tables)
- Shirley MacLaine – Verdammt sind sie alle (Some Came Running)
- Jean Simmons – Bevor die Nacht anbricht (Home Before Dark)

### Bester Hauptdarsteller – Musical/Komödie
Danny Kaye – Jakobowsky und der Oberst (Me and the Colonel)
- Maurice Chevalier – Gigi
- Clark Gable – Reporter der Liebe (Teacher's Pet)
- Cary Grant – Indiskret (Indiscreet)
- Louis Jourdan – Gigi

### Beste Hauptdarstellerin – Musical/Komödie
Rosalind Russell – Die tolle Tante (Auntie Mame)
- Ingrid Bergman – Indiskret (Indiscreet)
- Leslie Caron – Gigi
- Doris Day – Babys auf Bestellung (The Tunnel of Love)
- Mitzi Gaynor – South Pacific

### Beste Nebendarsteller
Burl Ives – Weites Land (The Big Country)
- Harry Guardino – Hausboot (Houseboat)
- David Ladd – Der stolze Rebell (The Proud Rebel)
- Gig Young – Reporter der Liebe (Teacher's Pet)
- Efrem Zimbalist Jr. – Bevor die Nacht anbricht (Home Before Dark)

### Beste Nebendarstellerin
Hermione Gingold – Gigi
- Peggy Cass – Die tolle Tante (Auntie Mame)
- Wendy Hiller – Getrennt von Tisch und Bett (Separate Tables)
- Maureen Stapleton – Das Leben ist Lüge (Lonelyhearts)
- Cara Williams – Flucht in Ketten (The Defiant Ones)

### Bester Nachwuchsdarsteller
Bradford Dillman – Hölle, wo ist dein Schrecken (In Love and War)

John Gavin – Zeit zu leben und Zeit zu sterben (A Time to Love and a Time to Die)

Efrem Zimbalist Jr. – Ihr Leben war ein Skandal (Too Much, Too Soon)
- David Ladd – Der stolze Rebell (The Proud Rebel)
- Ricky Nelson – Rio Bravo
- Ray Stricklyn – Ein Mann in den besten Jahren (10 North Frederick)

### Beste Nachwuchsdarstellerin
Linda Cristal – Urlaubsschein nach Paris (The Perfect Furlough)

Susan Kohner – Jazz-Ekstase (The Gene Krupa Story)

Tina Louise – Gottes kleiner Acker (God’s Little Acre)

- Joanna Barnes – Die tolle Tante (Auntie Mame)
- Carol Lynley – Das Herz eines Indianers (The Light in the Forest)
- France Nuyen – South Pacific

### Bester fremdsprachiger Film
Das Mädchen Rosemarie, Deutschland – Regie: Rolf Thiele

Straße der Leidenschaft (La strada lunga un anno), Jugoslawien – Regie: Giuseppe De Santis

Wenn die Flut kommt (L'eau vive), Frankreich – Regie: François Villiers

### Bester englischsprachiger ausländischer Film
Die letzte Nacht der Titanic (A Night to Remember), Großbritannien – Regie: Roy Ward Baker

### Bester Jungdarsteller
David Ladd – Der stolze Rebell (The Proud Rebel)

### Beste TV-Show
Ann Sothern – The Ann Sothern Show

Loretta Young – Letter to Loretta

Red Skelton – The Red Skelton Show

Ed Sullivan – Toast of the Town

Paul Coates – The Tonight Show

### Special Achievement Award
Shirley MacLaine für die vielseitigste Darstellerin

William Orr für Verdienste um das Fernsehen

### Cecil B. DeMille Award
Maurice Chevalier

### Henrietta Award (Weltstar männlich)
Rock Hudson

### Henrietta Award (Weltstar weiblich)
Deborah Kerr

### Samuel Goldwyn Award
Zwei Augen – Zwölf Hände (Do Aankhen Barah Haath) – Regie: V. Shantaram